# San Bao
San Bao (xinès simplificat: 三宝, pinyin: Sānbǎo; Hohhot, 1968) és un productor musical, director d'orquestra i compositor xinès especialitzat en bandes sonores.

## Biografia
San Bao, de nom real Na Risong, va néixer el 5 de juny de 1968 a Hohhot, a la Regió Autònoma de Mongòilia Interior (Xina). La seva mare Xin Huguang va ser una compositora famosa per haver compost, als 23 anys, la música del poema simfònic Gada Meiren,ó Gada Meilin, que, publicat el 1956, estava inspirat en una coneguda cançó popular en relació al líder mongol amb el mateix nom. Anys més tard, el 2001, San Bao, per la seva banda, va compondre la música de la pel·lícula 嘎达梅林 de Feng Xiaoning, adaptació de la història d'aquest heroi mongol.
San començar a aprendre el violí als quatre anys i el piano als onze. Però, quan va arribar a Pequín, als setze anys, no va ser admès al Conservatori Central de Música. Finalment va ser admès dos anys més tard, el 1986, i hi va estudiar direcció musical.

#### Trajectòria com compositor
San Bao ha compost en una àmplia gamma d'estils, des de música clàssica, folk ó pop, i música electrònica com la peça electrònica "Idiot" (o "The Idiot") tema principal de la superproducció de Feng Xiaogang ,大腕 (Big Shot's Funeral).
El 1986, va compondre el seu primer treball de música pop "Lost Warmth", i amb aquest estil va començar a ser famòs. Després de dirigir l'Orquestra Simfònica de Beijing durant dos anys, el 1993 va signar un contracte amb la companyia de Hong Kong, Dadi Records. La seva música l'han interpretat que cantants pop com Jing Gangshan (景岗山), Lin Yilun (林依轮) o el cantant Ding Wei (丁薇). El 1989, va compondre la cançó "Light of the Asian Games" per als Jocs Asiàtics de Pequín. El 1995, la cançó "I don't want to be hurt by love again" per al cantant Mao Amin va guanyar el primer lloc entre les deu millors cançons del primer trimestre de Radio Televisió de Hong Kong.
El compositor ha escrit bandes sonores per als principals cineastes xinesos, com Zhang Yang, Feng Xiaogang, Zhang Yimou. El 1998, per començar, va compondre la música de la pel·lícula de Feng Xiaogang "Be There or Be Square" (不见不散). L'any següent, va compondre la música de les dues pel·lícules de Zhang Yimou estrenades el 1999: "Not One Less" (一个都不能少) i "The Road Home" (我的父亲母亲).
També ha col·laborat amb diverses orquestres simfòniques, a Wuhan, Hubei, regió autònoma de Guangxi Zhuang, així com l'Orquestra Filharmònica de Xiameni la Orquestra Simfònica del Ballet Central i l'Orquestra Simfònica Nacional de la Xina.
També ha compost per alguna de les sèries amb més èxit de la televisió com "Love Story in Shanghai". dirigida per Zhao Baogang el 2001 i "The Story of a Noble Family " dirigida per Li Dawei el 2003 o per alguns capítols de "3000 Whys of Blue Cat"
Ha dirigit i/o compost musicals a l'estil Broadway, com Jinsha, Smoke in Humen, 蝶 (Butterfly), Wang Er's Long March i 聶小倩 (Nie Xiaoqian and Ning Caichen)

## Filmografia destacada
| Any  | Títol xinès  | Títol anglès          | Director      |
| ---- | ------------ | --------------------- | ------------- |
| 1998 | 不见不散     | Be There or Be Square | Feng Xiaogang |
| 1999 | 一個都不能少 | Not One Less          | Zhang Yimou   |
| 1999 | 我的父亲母亲 | The Road Home         | Zhang Yimou   |
| 2000 | 幸福时光     | Happy Times           | Zhang Yimou   |
| 2001 | 大腕         | Big Shott's Funeral   | Feng Xiaogang |
| 2004 | 归 去 来     | Endless Way           | Shen Wensheng |
| 2012 | 飞越老人院   | Full Circle           | Zhang Yang    |